# Brazilsat 1
Brazilsat 1 (Brasilsat A1) — первый бразильский спутник связи. Спутник был запущен 8 февраля 1985 года ракетой-носителем Ариан-3 с космодрома Куру.

## История
В 1980-х годах в Бразилии возникла необходимость в собственных спутниках связи. В 1982 году бразильская компания Embratel заключила контракт с канадской фирмой Spar Aerospace и американской компанией Hughes на создание серии спутников Brasilsat A, состоящей из двух спутников Brasilsat A1 и Brasilsat A2. До этого Embratel арендовал спутниковые передатчики других стран.
Brasilsat A1 был запущен 8 февраля 1985 года с космодрома Куру в Гвиане вместе с спутником Arabsat 1A, принадлежавшим Саудовской Аравии, и выведен на геостационарную орбиту над территорией Бразилии. Спутник был установлен на меридиане 65° западной долготы. В 1994 году он был перемещён на меридиан 63° западной долготы по наклонной орбите.
В октябре 1995 года после номинального окончания срока службы был дан в аренду американской компании Hughes. Управление спутником было передано организации PanAmSat Антенна спутника перенаправлена на Северную Америку, а он сам перемещён на 79° западной долготы. В январе 1999 года он перемещён на 144° западной долготы. В марте 2002 года спутник прекратил работу и был отправлен на орбиту захоронения.
Для продолжения телекоммуникационных передач на позиции 65° западной долготы был выведен спутник второго поколения Brasilsat B2 в 1995 году.

## Конструкция
Спутник изготовлен на основе платформы HS-376 и представлял собой цилиндр, на вершине которого располагалась направленная антенна.
Аппарат имел полезную массу 671 кг, 136 кг топлива, в качестве которого использовался гидразин. Солнечные батареи и два никель-кадмиевых аккумулятора обеспечивали энергоснабжение.
Спутник нёс 24 основных передатчика C-диапазона и 6 запасных.